# Aldrin (kráter)
Aldrin je malý měsíční kráter nacházející se na přivrácené straně Měsíce na jihozápadním okraji Mare Tranquillitatis (Moře klidu) poblíž rovníku. Má průměr 3,4 km, pojmenován je podle amerického astronauta Edwina E. Aldrina z vesmírné expedice Apollo 11, která přistála nedaleko. Členy expedice byli i Neil Armstrong a Michael Collins. Mezinárodní astronomická unie udělala v případě astronautů výjimku a pojmenovala po nich krátery na Měsíci (obvykle se nepojmenovávají po žijících osobách). Kráter Collins leží východně od Aldrina, kráter Armstrong ještě dále na východ na 25° poledníku východní délky. Jižně se táhne široká brázda soustavy Rimae Hypatia, západně leží dvojice kráterů Sabine a Ritter.
Než Mezinárodní astronomická unie přejmenovala kráter Aldrin na současný název, měl označení Sabine B. Poblíž dopadla americká vesmírná sonda Ranger 8 (1965) a přistála sonda Surveyor 5 (1967).